# Molineriella laevis
Molineriella laevis — вид однодольних рослин із родини злакових.

## Морфологічна характеристика
Безволоса рослина. Стебла 7–35 см, прямовисні чи колінчасті. Листки з язичком ≈ 3 мм і пластинкою 10–50 × 0.5–1.5 мм. Волоть 3–7 см, з гладкими гілками. Колосочки 1.8–2.5 мм. Колоскові луски 1.5–2.2 мм, еліптичні. Лема 1.6–1.8 мм, довгаста, у зрілості бурувата, остиста; остюк 0.7–2 мм, прямий чи нерівномірно зігнутий. Палея завдовжки приблизно з лему. Зернівка ≈ 1,2 × 0.6 мм. 2n = 8. Цвіте з березня по травень.

## Середовище проживання
Вид зростає в Марокко, Іспанії, Португалії й Криму, однак аборигенність зростання в Криму є сумнівною; інтродукований до США.